# Classificazione commerciale dei prodotti chimici

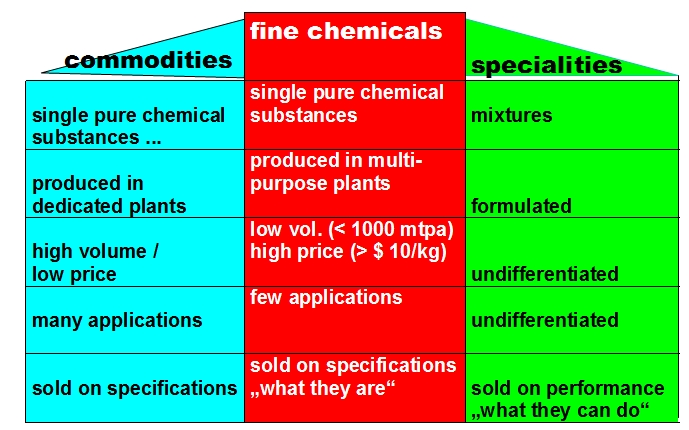
Classificazione commerciale dei prodotti chimici.

Secondo la classificazione commerciale dei prodotti chimici, i prodotti dell'industria chimica (intesi con significato economico, più ampio dei semplici "prodotti di una reazione chimica"; oltre alle sostanze chimiche si considerano anche le miscele, che non sono ottenute da reazioni chimiche, bensì dalla miscelazione di più sostanze) possono essere classificati essenzialmente all'interno di tre grandi categorie:
- commodity chemicals: sono singole sostanze chimiche prodotte in quantitativi elevati;[2] i possibili utilizzi dipendono esclusivamente dalla struttura chimica della sostanza;[2] per questo commodity prodotte da differenti fornitori possono essere tra loro perfettamente intercambiabili, a patto di possedere uguali caratteristiche in termini di struttura chimica e purezza;[2] le commodity chemicals vengono prodotte in impianti dedicati tramite processi continui e in genere il loro costo è relativamente basso; esempi di commodity sono l'ammoniaca e l'ossido di etilene;
- specialties o specialità chimiche: sono miscele di differenti sostanze chimiche, progettate e prodotte in vista di un ristretto campo di applicazione;[2] la formulazione di ciascun prodotto è il risultato delle ricerche specifiche svolte all'interno dell'azienda produttrice, che sviluppa la propria miscela in base all'utilizzo che se ne deve fare; il risultato finale in termini di composizione chimica della miscela (che è piuttosto complessa, essendo fatta di più componenti) può essere assai diverso da azienda ad azienda; per questo motivo, a differenza delle commodity, due specialità chimiche prodotte da due diversi fornitori non sono in genere intercambiabili;[2] esempi di specialità chimiche sono i farmaci e i prodotti per l'agricoltura, come i fertilizzanti; esse si producono attraverso processi batch e in generale il loro costo è più elevato rispetto a quello delle commodity;
- fine chemicals o chimica fine: con questo termine si indicano singole sostanze chimiche che come le commodity sono caratterizzate dalla loro struttura chimica, ma a differenza delle commodity sono prodotti in piccoli quantitativi;[3] tali sostanze possono prendere parte alla formulazione delle specialità chimiche;[3] ad esempio i principi attivi dei farmaci sono prodotti della chimica fine, ma i farmaci nei quali tali principi sono inclusi fanno parte della classe delle specialità chimiche; alcuni campi di applicazione sono: l'industria farmaceutica, l'agricoltura, la fotografia e l'elettronica;[4] sono prodotti in processi batch e in generale il loro costo è elevato.

## Matrice di Kline

La matrice di Kline.

Una classificazione più accurata della precedente, chiamata "matrice di Kline", distingue le commodity in due sottocategorie, chiamate rispettivamente "true commodity" e "pseudocommodity".
La matrice di Kline è una rappresentazione grafica presentata per la prima volta nel 1970 da Charles Howard Kline che ha lo scopo di classificare le diverse classi di prodotti chimici in base al volume di produzione (misurato ad esempio in tonnellate annue) e al loro valore aggiunto. Il volume di produzione è riferito all'intera produzione mondiale, non di un singolo impianto chimico.
In base a questa rappresentazione esistono 4 classi di prodotti chimici:
- true commodity: grandi volumi di produzione e alto valore aggiunto
- fine chemical: piccoli volumi di produzione e alto valore aggiunto
- pseudo-commodity (o branded commodity): grandi volumi di produzione e basso valore aggiunto
- speciality chemical: piccoli volumi di produzione e basso valore aggiunto.

## Chimica di base
Un concetto simile a quello di commodity è quello di "chimica di base". Con tale termine si fa riferimento ad un'ampia classe di prodotti chimici che vengono utilizzati come punto di partenza per la produzione di una moltitudine di altri prodotti chimici. Per tale motivo, essi sono in genere delle commodity in quanto la loro domanda è elevata. Alcuni esempi in tal senso sono l'etilene, il benzene, il cloro e l'acido solforico.

## High production volume chemical
Un'altra categoria commerciale simile e spesso sovrapponibile alle commodity è quella dei High production volume chemical (prodotti chimici ad elevato volume di produzione o HPV chemical). Tale categoria è usata negli Stati Uniti e include tutti i prodotti chimici che vengono importati o prodotti negli Stati Uniti per un quantitativo superiore al milione di libbre. Si stima che i prodotti chimici in commercio siano intorno a 70.000 e che tra questi circa 3.300 (cioè meno del 5%) fanno parte della categoria dei High production volume chemical.